# Frontière entre la France et les Kiribati
La frontière entre la France et les Kiribati est intégralement maritime et située dans l'océan Pacifique. Elle délimite les zones maritimes entre les îles des archipels des Kiribati et celles de la Polynésie française.